# Thanks, Obama
Thanks, Obama (em português:  Obrigado, Obama) é um meme da Internet usado de forma séria e satírica em relação às políticas do ex-presidente dos EUA, Barack Obama.

## História
| Riding Herd | Logo do Twitter, um pássaro azul estilizado |
| @ridingherd |                                             |

            O fracasso de Obama parece ser tão completo que ele dará aos republicanos a Casa Branca por mais 8 anos. #thanksobama #tcot #hcr

4 de setembro de 2009

O aforismo apareceu pela primeira vez em 2009 usando a hashtag #thanksobama em um tweet sobre as políticas do presidente Obama. Três meses depois, foi usado em um pôster desmotivacional.
Quando os republicanos ganharam o controle da Câmara nas eleições de meio de mandato dos EUA em 2010, o meme mudou, deixando de ser usado apenas por conservadores frustrados; uma foto de um Obama com aparência cansada tornou-se o pano de fundo para um meme que culpava Obama por todos os tipos de males sociais e econômicos. Durante esse tempo, os liberais também adotaram o meme, em uma reversão satírica.
Um exemplo notável veio em 2012, quando uma foto de um homem derramando comida com a legenda "Obrigado Obama" viralizou. Em dezembro de 2012, o subreddit /r/thanksobama foi iniciado.
Em 2015, parecia que o meme havia acabado depois que Obama o usou em um vídeo do BuzzFeed. O próprio Obama o reviveu em 2016, usando-o para zombar de seus críticos e para agradecer a um apoiador que, durante um discurso, gritou e agradeceu pela gasolina a dois dólares.
Em 19 de janeiro de 2017, episódio do The Late Show with Stephen Colbert, último dia completo de Obama no cargo, o personagem conservador original de Stephen Colbert do The Colbert Report usou a frase para expressar gratidão a Obama por ajudar o Partido Republicano a encontrar uma mensagem de oposição unida contra ele e ter sucesso eleitoral novamente, apenas para depois pleitear com medo de que Obama permanecesse no cargo.